# 適口性
適口性是指特定食物本身在經食用者食用時產生的感受，未食用者帶來的滿足與愉悅程度，換句話說就是食物「好吃」的程度。食物的適口性並非固定的食物屬性，而是代表是食物本身滿足食用者腦中享樂回饋的程度，所以當個人處於飢餓狀態時，食物的適口性通常較高，反之則較低。適口性和腦內的犒賞系統有關，並會造成和生理需求無關的飢餓感，所謂的享樂式飢餓（hedonic hunger）。

## 大腦機制
食物的適口性高低，是受到食用者大腦中犒賞機制影響。伏隔核與大腦的獎賞、快樂、成癮有關，且注入鴉片類藥物會增加對食物的慾望。

個體攝取食物時，與食物適口性有關的「喜歡吃(liking)」某食物、與生理性需求驅使的「想要吃(wanting)」某食物的機制不同。

## 適口性及飽足感之於整體進食量的影響
人們在用餐後會產生飽足感進而抑制進食慾望，亦即對於食物的渴望會隨著攝入量的增加而降低。然而，相較於一般常見食物，此現象在人們各自偏好、適口性高的食物中較不明顯，導致人們傾向攝取更多的該類食物；反之，某些適口性低的食物會降低人們對於該食物的攝取慾望，舉例而言，香菜對於帶有特定基因OR6A2的人而言適口性極低，以致於其在香菜上的攝取量會比其他不具此基因的人少。
食慾受到正回饋及負回饋的調控，正回饋與適口性食物的刺激相關，而負回饋則與飽足感有關。由於在食物攝入之前，大腦會先對此做出評估及判斷，因此以往攝食經驗、餐具的外觀及大小等因素也會影響食慾，如紅色餐盤會抑制食慾，也可被視為一種節食減肥的方法。